# Guidiguir
Guidiguir (auch: Guédégueur) ist eine Landgemeinde im Departement Gouré in Niger.

## Geographie

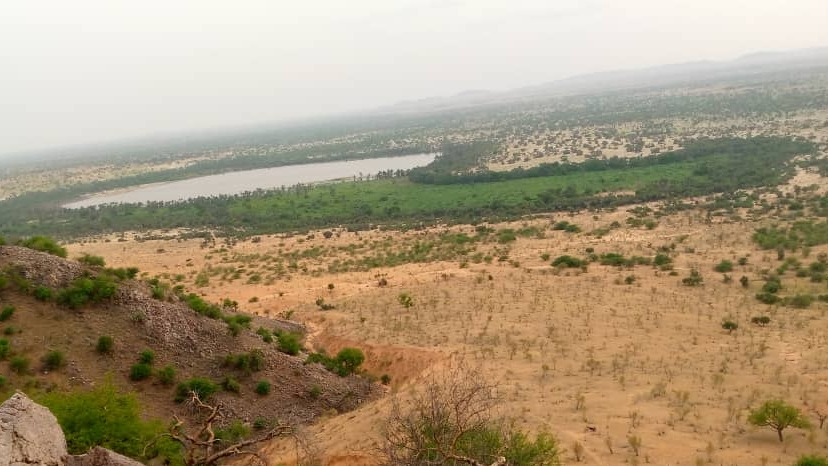
Teich von Abké in Guidiguir (2023)

Guidiguir liegt in der Sahelzone. Die Nachbargemeinden sind Gouré im Nordosten, Bouné im Südosten, Gouchi im Südwesten, Guidimouni im Westen und Damagaram Takaya im Nordwesten. Bei den Siedlungen im Gemeindegebiet handelt es sich um 115 Dörfer und 78 Weiler. Der Hauptort der Landgemeinde ist das Dorf Guidiguir. Es liegt auf einer Höhe von 379 m und hat den Charakter einer Oase.

## Geschichte

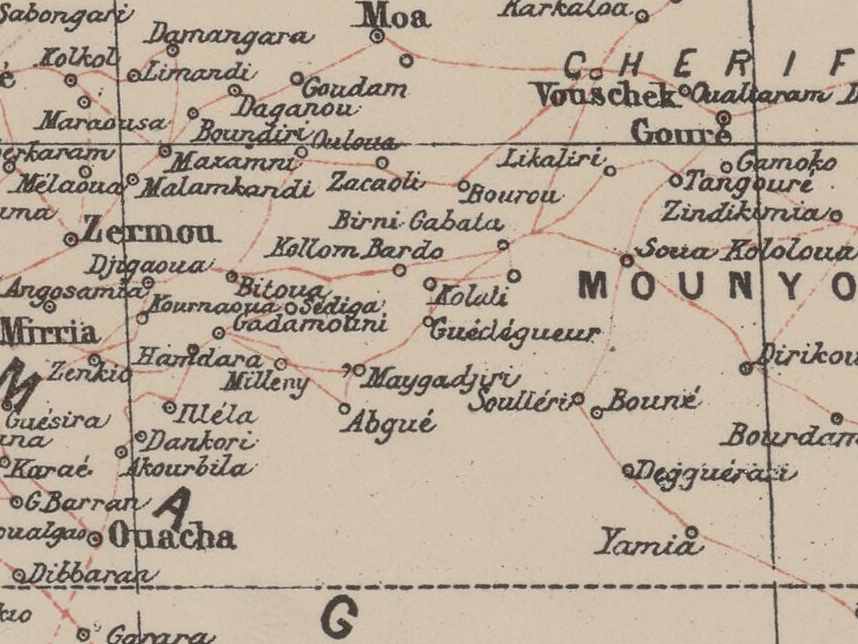
Ausschnitt einer Karte von 1903 mit Guidiguir (Guédégueur) im Zentrum

Der Markt von Guidiguir war einer der kleinen Märkte in der Region, die zu Beginn des 20. Jahrhunderts von der damaligen französischen Verwaltung zugelassen wurden.
Die Landgemeinde Guidiguir ging 2002 im Zuge einer landesweiten Verwaltungsreform aus Teilen der Kantone Bouné und Gouré hervor.

## Bevölkerung
Bei der Volkszählung 2012 hatte die Landgemeinde 62.731 Einwohner, die in 10.446 Haushalten lebten. Bei der Volkszählung 2001 betrug die Einwohnerzahl 32.710 in 6190 Haushalten.
Im Hauptort lebten bei der Volkszählung 2012 8068 Einwohner in 1391 Haushalten, bei der Volkszählung 2001 4475 in 812 Haushalten und bei der Volkszählung 1988 1294 in 252 Haushalten.
In ethnischer Hinsicht ist die Gemeinde ein Siedlungsgebiet von Manga und Fulbe. Das Dorf Dietkori Dinikourou ist ein Zentrum der kleinen ethnischen Gruppe der Dietko.

## Politik
Der Gemeinderat (conseil municipal) hat 17 gewählte Mitglieder. Mit den Kommunalwahlen 2020 sind die Sitze im Gemeinderat wie folgt verteilt: 12 PNDS-Tarayya, 2 PSD-Bassira, 2 RDR-Tchanji und 1 MNSD-Nassara.
Jeweils ein traditioneller Ortsvorsteher (chef traditionnel) steht an der Spitze von 98 Dörfern in der Gemeinde.

## Wirtschaft und Infrastruktur

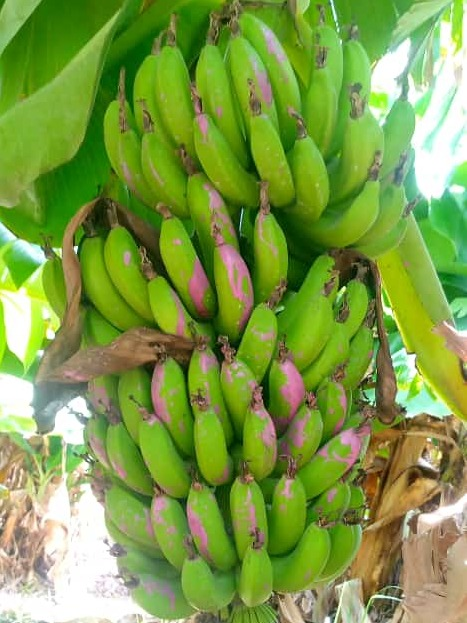
Eine Bananenstaude in Guidiguir (2023)

Die Gemeinde liegt in einer Zone, in der Regenfeldbau betrieben wird. Am Markt von Guidiguir wird insbesondere mit Natron, Datteln und Vieh gehandelt, die bis nach Zinder und Nigeria verkauft werden. Der Markttag ist Mittwoch. Weitere Wochenmärkte werden in den Dörfern Djibdjiri und Gadori abgehalten. Mit Unterstützung der UNICEF wurde 2006 im Hauptort eine Getreidebank etabliert. Die Niederschlagsmessstation im Hauptort wurde 1981 in Betrieb genommen.
Gesundheitszentren des Typs Centre de Santé Intégré (CSI) sind im Hauptort sowie in den Siedlungen Arnadi, Falamma, Gadori, Gassafa und Wargalé vorhanden. Das Gesundheitszentrum im Hauptort verfügt über ein eigenes Labor und eine Entbindungsstation. Der CEG Guidiguir ist eine allgemein bildende Schule der Sekundarstufe des Typs Collège d’Enseignement Général (CEG). Das Berufsausbildungszentrum Centre de Formation aux Métiers de Guidiguir (CFM Guidiguir) bietet einen Lehrgang in Metallbau an.
Die asphaltierte Nationalstraße 1, die längste Fernstraße Nigers, führt durch den Hauptort und das Dorf Arnadi. Im Hauptort zweigen die 275 Kilometer lange Route 730 nach Maïné-Soroa und die 35 Kilometer lange Route 733 nach Gassafa ab. Es handelt sich um einfache Pisten.

## Persönlichkeiten
- Ibra Kabo (1921–2003), Politiker und Diplomat